# 40 Móvil
40 Móvil fue un operador móvil virtual de la emisora de radio Los 40 Principales (del Grupo Prisa). La operadora de telefonía como tal nació el 18 de septiembre de 2010 y a nivel técnico operó bajo la infraestructura de la compañía KPN, que a su vez proporcionaba la cobertura móvil utilizando la red de telefonía móvil de Orange España.
La contratación del servicio de telefonía móvil con 40 Móvil estaba disponible en las modalidades de Prepago y Contrato (o postpago).
La compañía de telefonía móvil estuvo operando durante poco más de un año, aunque los resultados económicos obtenidos y los datos de expansión comercial dentro del panorama de las OMV en España no fueron los esperados, motivo por el que sus responsables capitales decidieron cesar la actividad definitiva de "40 Móvil", por no ser una empresa rentable ni viable. El cese se hizo efectivo el 3 de noviembre de 2011, momento en que todas las líneas de telefonía y los usuarios de "40 Móvil" pasaron a integrarse dentro de la compañía "Simyo", otra OMV que también pertenece a KPN y que así mismo también opera bajo la red móvil de Orange España.
Durante su periodo de servicio como OMV, "40 Móvil" ofreció varias tarifas incluyendo voz y datos y llegó incluso a ofrecer terminales libres de gama media-baja, ofrecidos a través de Orange España, con el programa "40 Móvil by Orange".